# Mamy Rock
 (janvier 2012).
Ruth Flowers, de son nom de scène Mamy Rock, est une disc jockey britannique, née le 29 mars 1931 à Bristol et morte le 27 mai 2014.

## Biographie

### Une enfance en musique
C’est dans une famille bercée par la musique que grandit Ruth Flowers. En effet, son père était ténor ; ses frères respectivement contre-ténor/pianiste/violoniste, basse, guitariste/pianiste/organiste ; et sa sœur pianiste/organiste. À ce propos, l’aîné de la famille s’occupe à ce moment de la musique lors de bals, dans la région de Bristol, à l’aide d’une installation artisanale basée sur deux tourne-disques, faisant de lui l’un des tout premiers DJs de l’Histoire. Ruth, quant à elle, fit ses premiers pas musicaux en chantant.
Sa première apparition en public remonte à l’époque de l’école primaire, où elle se produit dans la chorale de son Église en tant que soliste. Fortement sollicitée pour des représentations dans sa région, Ruth reçoit à cette époque une bourse lui permettant de suivre une formation vocale privée, durant laquelle elle put développer ses talents de mezzo-soprano.

### Une vie de voyages
Ruth rencontre l’homme avec lequel elle se mariera et aura un fils. Après plusieurs déménagements en Angleterre, le couple finit par s’installer au Portugal, où il vivra dix ans. La vie simple et frugale plaît au couple. Ruth continue d’exprimer ses talents de chanteuse au sein d’une chorale dans l’Algarve. Mais, à la suite du décès de son mari, elle retourne à ses racines, dans le sud de l’Angleterre.
Elle est engagée pour différents projets photographiques, qu’elle trouvait intéressants, mais il lui manquait quelque chose afin d’être comblée. Ruth pense en effet que les personnes âgées ne doivent pas se laisser aller. En témoigne sa participation, à 57 ans, au Marathon de Londres, course qu’elle termina.

### Le déclic
Ruth Flowers est invitée à la fête d'anniversaire de son petit-fils, qui se tient dans une discothèque. Dans un premier temps, le videur lui refuse l'accès du fait de son âge avancé. Mais avec un peu d'insistance elle parvient à entrer.
Immédiatement séduite par l'atmosphère, pleine de joie et d'énergie, qui lui rappelle sa jeunesse, Ruth en vient à plaisanter avec son petit-fils sur le fait qu’elle pourrait devenir DJ. L’idée faisant son chemin, Ruth Flowers évoque quelques jours plus tard avec ce dernier son envie de transformer la plaisanterie en projet concret.
Aurélien Simon, jeune producteur & réalisateur français, avait repéré Ruth quelque temps auparavant via des images d'un shooting photo de 2003 réalisé par Colin Hawkins et distribuées en ligne par Getty Images où Ruth posait en tant que « bling granny » . Ce dernier l’ouvre à la musique électronique, la forme à l’art du deejaying et l’aide à construire son image. Jour après jour, elle développe un style de Mix qui lui est propre, dans un set pré-enregistré caractérisé par une ligne directrice basée sur des hymnes clubs tels que ceux de David Guetta ainsi que des titres de rock électronique, le tout entrecoupé de morceaux plus anciens qu’elle affectionne, de Queen par exemple, Ruth étant une inconditionnelle admiratrice de Freddie Mercury.
Sa première intervention a lieu devant un parterre de célébrités telles que Lenny Kravitz et Mariah Carey, lors du Festival de Cannes 2009, à la Villa Murano, où elle s’est produite en tant que DJ résidente.
Elle s’est ensuite produite au Queen Club à Paris, le 28 janvier 2010.

### Postérité
Sollicitée par des clubs un peu partout dans le monde, son premier single, Still Rocking, est sorti le 5 juillet 2010.
Elle est entrée dans le Guinness des records 2011 en tant que Disc jockey la plus âgée du monde.
Le 27 mai 2014, sa page Facebook annonce son décès à l'âge de 83 ans.

## Discographie

### Singles
2010: Still Rocking
2011: 69